# Aigars Fadejevs
Aigars Fadejevs, né le 27 décembre 1975 à Valka et mort le 17 décembre 2024, est un athlète letton, spécialiste de la marche.

## Carrière
Il fait ses débuts sur la scène internationale durant la saison 1995 en terminant 36e de la Coupe du monde de marche se déroulant à Pékin. Sélectionné pour les Jeux olympiques d'Atlanta, il se classe sixième du 20 km marche dans le temps de 1 h 20 min 47. En 1997, Aigars Fadejevs devient champion d'Europe espoir à Turku devant l'Espagnol Paquillo Fernández, en battant en 1 h 19 min 58 s le record des Championnats (toujours record en 2017). Le 18 août 1998, le letton monte sur la deuxième marche du podium du 20 km des Championnats d'Europe de Budapest derrière le Russe Ilya Markov en réalisant le temps de 1 h 21 min 29 s.
Aligné sur les deux distances de marche lors des Jeux olympiques de 2000, Aigars Fadejevs se classe 14e du 20 km et remporte la médaille d'argent sur 50 km dans lequel il est devancé au sprint par le champion olympique en titre, le polonais Robert Korzeniowski. 
Ses records personnels sont de 1 h 19 min 25 s sur 20 km (2002) et 3 h 43 min 18 s sur 50 km (1998).